# José Ignacio Pavón
José Ignacio Pavón (Veracruz, 1791 - Cidade do México, 25 de Maio de 1866) foi um político conservador mexicano, tendo ocupado interinamente e por dois dias a presidência do governo conservador, durante a Guerra da Reforma.
Fez estudos em filosofia e direito, tendo ocupado diversos cargos públicos ao longo da sua vida. Assumiu a presidência do governo conservador entre 13 e 15 de Agosto de 1860, apenas o tempo suficiente para convocar uma junta de notáveis que elegeu Miguel Miramón como presidente interino.